# Bhujimol

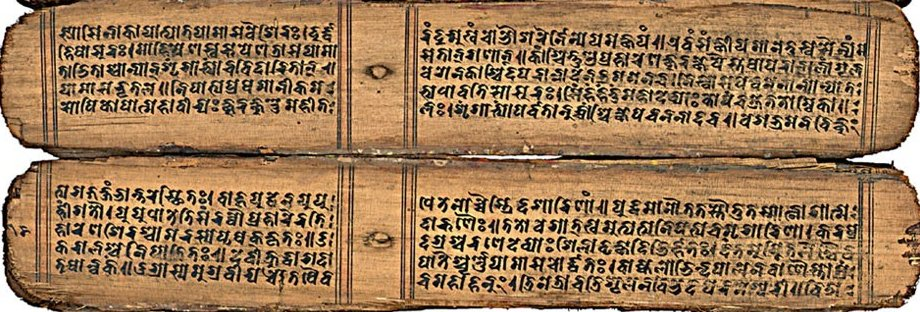
Escrita Bhujimol, em folha de palmeira MS do Devimahatmya, Bihar ou Nepal, século XI.

O abugida bhujimol  (ou Bhujinmol, Devanagari: भुजिमोल ou भुजिंमोल) é a forma mais antiga de escritas do Nepal. É também uma das variedades mais comuns do alfabeto do Nepal.
A escrita Bhujimol foi usada para escrever newar e sânscrito.
São relacionas ao bhujimol as escritas ranjana e pracalit.

## Etimologia

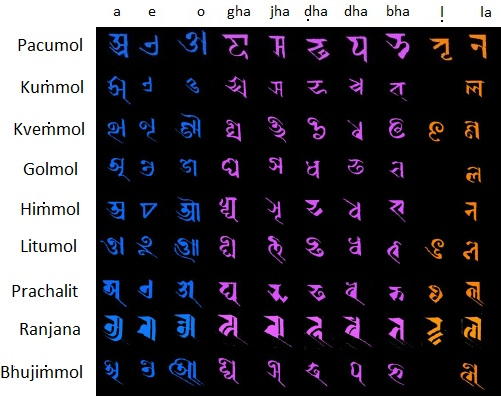
Bhujimol comparado com outras escritas do Nepal

O termo bhujinmol significa "cabeça de mosca", das palavras do Nepal Bhasa "bhujin", que significa "mosca doméstica", e "mol", que significa "cabeça". A "cabeça" é a linha horizontal que é colocada acima de cada letra, e Bhujimol se refere à sua forma arredondada.[carece de fontes?]

## Descobertas recentes

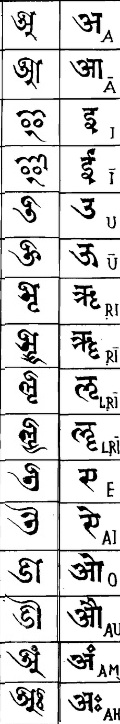
Gráfico de letras vogais da escrita Bhujimol, com Devanagari e correspondências latinas

Em 2003, um tijolo foi descoberto em Chabahil, durante a reconstrução da Estupa de Chabahil, com inscrições em brahmi e em bhujimol: na parte superior está inscrito Cha Ru Wa Ti em brahmi, e Cha Ru Wa Ti Dhande / He Tu Pra Bha  em escrita bhujimol. Existem suásticas nas duas extremidades da parte superior e um chacra no meio. O tijolo mede 35,5 cm x 23 cm x 7 cm e pesa 8,6 & kg. O tijolo pode datar do século III a.C..[carece de fontes?]
A inscrição mais antiga conhecida no Vale de Catmandu data do século VI e está em Changu Narayan. A inscrição é interpretada como uma referência a Charumati, filha do imperador Açoca.